# Tore André Flo
Tore André Flo (Stryn, 15 de juny de 1973) és un exfutbolista noruec.
És germà dels també futbolistes Jostein Flo i Jarle Flo, i cosí de Håvard Flo. La seva trajectòria esportiva s'ha repartit entre Noruega i el Regne Unit. El seu moment més alt el visqué a clubs com Chelsea FC o Rangers. També jugà al Siena de la Sèrie A italiana.
Fou internacional amb Noruega, amb la qual marcà 23 gols en 76 partits. Disputà el Mundial de l'any 1998.

## Palmarès
Brann
- Lliga noruega de futbol: (finalista): 1997

Chelsea
- FA Cup: 2000
- FA Charity Shield: 2000
- Football League Cup: 1998
- Supercopa d'Europa de futbol: 1998
- Recopa d'Europa de futbol: 1998

Rangers
- Copa escocesa de futbol: 2002
- Copa de la Lliga escocesa de futbol: 2002

Leeds
- League One: (finalista): 2008